# Bangunrejo (Pamotan)
Bangunrejo is een bestuurslaag in het regentschap Rembang van de provincie Midden-Java, Indonesië. Bangunrejo telt 3365 inwoners (volkstelling 2010).